# Korizma
Korizma ili četrdesetnica (lat. quadragesima – četrdesetina) odn. Veliki post dio je liturgijske godine u kojemu se kršćani pokornički pripremaju za Vazmeno trodnevlje i Vazmeno otajstvo. Obilježava se od IV. st. u spomen na četrdesetogodišnji hod Izraelaca kroz pustinju, kao i četrdesetodnevni Isusov boravak u njoj prije početka svojega javnog djelovanja. Počinje Pepelnicom, a završava pred Misu večere Gospodnje na Veliki četvrtak kojom počinje Vazmeno trodnevlje. Kršćani se pripremaju za slavljenje Uskrsa molitvom, postom, slušanjem i čitanjem Božje riječi, sakramentima (osobito ispovijedi), pobožnostima (križnim putom i dr.) te tjelesnim i duhovnim djelima milosrđa. Odrasli pripadnici za krštenje, katekumeni, imaju u korizmi završne pripreme za primanje svetih sakramenata u uskrsnoj noći. Značajka misnih nedjeljnih slavlja kroz korizmu je ljubičasta boja liturgijske odjeće. 

## Podrijetlo imena
Četrdesetnica dolazi od latinskoga quadragesima („četrdeseta”), kao i u romanskim jezicima (tal. quaresima, šp. cuaresma, port. quaresma, fr. carême), ali i primjerice swahiliju (kwaresima). Engleski Lent (staroeng. Lencten) upućuje na produženje trajanja dana (lenghten), a germanski (njem. Fastenzeit, dan. Fasten, isl. Langafasta, lux. Faaschtenzäit, norv. Fastetiden) i slavenskii jezici (polj. wielki post, slk. pôstne obdobie, slov. postni čas, češ. postní doba) naglasak stavljaju na post. Grkokatolici u Hrvatskoj nazivaju ju Veliki post.
Riječ korizma (četrdesetnica) prvi spominje Euzebije Cezarejski.

## Vremenski okvir
Korizma tehnički traje puna 44 dana, no budući da korizmene nedjelje nisu pokornički dani, već su poput svih ostalih nedjelja dani slavlja, pokorničkih dana u korizmi ima 38. Doda li se tima 38 danima i Veliki petak te Velika subota (jer su i oni dani molitve i posta, a nisu dio korizme) dobiva se 40 pokorničkih dana od Pepelnice do samoga Uskrsa. Četrdesetodnevno vrijeme priprave javlja se u rimskoj liturgiji u IV. st. i započinjalo je Prvom korizmenom nedjeljom. U VI. st. početak korizme pomiče se na srijedu predhodeću toj nedjelji.
Kod grkokatolika, Veliki post počinje na Čisti ponedjeljak, dva dana prije Čiste srijede.

### Predkorizmeno vrijeme
Do reforme crkvenoga kalendara nakon Drugoga vatikanskoga sabora 1969., katolici rimskoga (latinskoga) obreda imali su razdoblje pripreme za korizmu, nedjelje sedamdesetnice (Septuagesima), šestdesetnice (Sexagesima) i pedesetnice (Quinquagesima). Kao i u korizmi, liturgijska boja predkorizmena razdoblja je ljubičasta. Predkorizmeno vrijeme održano je u Tridentskoj misi i predkoncilskim obredima (u obredu usus antiquor), kalendarima Istočnih katoličkih i pravoslavnih crkvi, u anglikanskomu Liturgijskom obredniku i liturgiji Ordinarijata anglikanskih katolika.

### Korizmene nedjelje
Unutar korizme ima šest nedjelja i svaka u hrvatskoj liturgijskoj tradiciji ima svoje ime:
1. Čista – dolazi iza Čiste srijede (Pepelnice);
2. Pačista – vjernik treba biti za tjedan dana čišći;
3. Bezimena – nema imena koje bi moglo opisati poštovanje prema Isusovoj muci;
4. Sredoposna – na polovini korizmenog posta;
5. Gluha (Glušna) – misa se pjeva bez pratnje orgulja, slike i kipovi u crkvi se pokrivaju, a križevi zastiru radi veličine Velikoga tjedna;
6. Nedjelja Muke Gospodnje ili Cvjetnica – početak Velikoga tjedna.

## Značenja
Korizma se, zajedno s Došašćem, ubraja u »jaka vremena« Crkvene godine, s naglašenim pokorničkim, iščekujućim i hodočasničkim karakterom (korizmeni »hod«, križni put). Drugi vatikanski sabor korizmu razmatra kao milosno vrijeme s dvostrukim smislom, krsnim i pokorničkim:
 Nadalje, značenje je korizme trostruko:
1. vrijeme priprave pokornika na pomirenje u sakramentu ispovijedi i na Veliki četvrtak;
2. vrijeme priprave katekumena za sakramente kršćanske inicijacije u Vazmenom bdijenju te
3. vrijeme priprave svih vjernika za Vazmeno otajstvo.

To se trostruko značenje očituje i u trima stupovima korizme (Mt 6,1-18):
1. molitvi (pravednost prema Bogu),
2. postu (pravednost prema sebi) i
3. djelima milosrđa (djelima ljubavi, pravednost prema bližnjima).

## Simboli i znakovi
Korizma u liturgiji Pepelnice počinje u znaku pepela, podsjetnika čovjekove smrtnosti i prolaznosti (lat. Memento, homo, quia pulvis es, et in pulverem reverteris!, hrv. „Spomeni se, čovječe, da si prah i da ćeš se u prah pretvoriti.”), koji ima ulogu sakramentala, posvetitelja vjernikova korizmena hoda. Stoga u zbornoj molitvi svećenik i predmoli: „Daj da po korizmenoj obnovi kršćanskog života čiste duše proslave vazmeno otajstvo Tvoga Sina.”. Pepeo je i simbol čišćenja. Kršćanstvo preuzima iz židovstva simboliku boli i pokore, kao izvanjski znak poziva na obraćenje. Pepeo se od XI. st. pripravlja od maslinovih ili palminih grančica blagoslovljenih na Cvjetnicu predhodne godine.
Korizma je poziv na cjelovito obraćenje, duhovni i tjelesni obrat, preokret (hebr. šub (obraćenje): okrenuti se, vratiti se), preobrazbu srca („Obrati se i vjeruj Evanđelju!”) nužnu za plodonosan hod prema cilju kršćanskoga života, zajedništvu s Bogom: Ja sam Put, Istina i Život. Nitko ne dolazi Ocu osim po meni. (Iv 14, 6). Odricanje, post i nemrs korisna su sredstva na tomu putu, za izgradnju duhovnosti i čovjekova karaktera. Na to upućuje i Knjiga Joelova, u kojoj Joel prenosi Jahvin poziv na pokoru (Jl 2,12-13): 

„Al’ i sada – riječ je Jahvina – 

vratite se k meni svim srcem svojim 

posteć’, plačuć’ i kukajuć’. 

Razderite srca, a ne halje svoje! 

Vratite se Jahvi, Bogu svome, 

jer on je nježnost sama i milosrđe, 

spor na ljutnju a bogat dobrotom, 

On se nad zlom ražali.” 

Premda pokorničko, korizma je milosno vrijeme: „Kristovi smo dakle poslanici; Bog vas po nama nagovara. Umjesto Krista zaklinjemo: dajte, pomirite se s Bogom! Njega koji ne okusi grijeha Bog za nas grijehom učini da mi budemo pravednost Božja u njemu. / Kao suradnici opominjemo vas da ne primite uzalud milosti Božje. Jer on veli: ʹU vrijeme milosti usliših te i u dan spasa pomogoh ti.ʹ Evo sad je vrijeme milosno, evo sad je vrijeme spasa″. (2 Kor 5,20 – 6,2)

## Post
Još od početaka kršćanstva pripravu za svetkovinu Uskrsa uključivao je i jedan ili dva dana posta, o čemu piše Hipolit Rimski u III. st. Četrdesetdnevni vazmeni post prvi se put spominje 306. u Epistula canonica sv. Petra Aleksandrijskog u kojemu se određuje neka lapsi (kršćani koji su se za Dioklecijanovih progona odrekli vjere iz straha) nakon tri godine javne pokore obdrže još jednu četrdesetnicu posta i molitvi kao pripravu za dan svojega pomirenja.
Kod katolika istočnoga obreda, korizmeni post počinje na Čisti ponedjeljak, dva dana prije Pepelnice, i naziva se Veliki i časni post Svete Četrdesetnice. Pri tome je post potpuno suzdržavanje od masne, mliječne i mrsne (mesne) hrane, kuhanja na ulju i alkohola svih četrdeset dana. Za razliku od katoliko rimskog obreda, kod istočnih katolika post nije propisan odredbom, nego se ostavlja na izbor svakomu vjerniku pojedinačno.

## Liturgija
U korizmenom bogoslužju izostavljaju se dva stalna misna dijela, Slava (Gloria) i Aleluja, a potonja se zamjenjuje usklikom „Slava tebi, Kriste Bože, Kralju slave vječite“.
U korizmene svagdane „čitanja su iz Evanđelja i Staroga zavjeta odabrana u uzajamnoj povezanosti. U njima se razvijaju različiti sadržaji korizmene kateheze te su prilagođena duhovnom smislu toga vremena. Od ponedjeljka četvrtog tjedna počinje polususljedno čitanje Ivanova evanđelja s tekstovima tog Evanđelja što punije odgovaraju obilježjima korizme“ (Prethodne napomene u Redu čitanja, br. 98).
Misna čitanja Staroga zavjeta i apostola „odnose na povijest spasenja, što je jedan od predmeta svojstvenih korizmenoj katehezi. Za svaku je godinu predviđen niz tekstova koji donose poglavite odlomke te povijesti od početka do obećanja novoga Saveza. Čitanja su Apostola tako odabrana da odgovaraju čitanjima Evanđelja i Staroga zavjeta te da i međusobno, koliko je moguće, budu što povezanija“ (Prethodne napomene, br. 97).

Glede Evanđelja, Red čitanja navodi:
»U tri susljedne nedjelje obnovljena su za godinu A Evanđelja o Samarijanki, slijepcu od rođenja i o Lazaru. Budući da su ta Evanđelja važna za kršćansku inicijaciju, mogu se upotrijebiti i u godini B i C, osobito gdje ima katekumena. Ipak su po želji mnogih pastira i za godinu B i C doneseni i drugi tekstovi: za godinu B Ivanovi tekstovi o budućem Kristovu proslavljenju po križu i uskrsnuću, a za godinu C Lukini tekstovi o obraćenju. Na Cvjetnicu ili nedjelju Muke Gospodnje za procesiju su odabrani tekstovi što izvješćuju o Gospodinovu svečanom ulasku u Jeruzalem po trojici sinoptika. U misi se čita izvještaj o Muci Gospodnjoj.«

## Običaji
Krajem antike ustalio se običaj pečenja pereca kao prigodne posne hrane tijekom korizme o čemu svjedoči i najstariji dosad pronađeni prikaz pereca na rukopisu iz 5. st., koji se čuva u Vatikanskoj knjižnici.

### Hrvatski korizmeni običaji
Hrvatska enciklopedija navodi:
| U hrvatskim pučkim tradicijama korizmeno je razdoblje obilježeno čišćenjem ljudi i njihovih prebivališta. U sjeverozapadnoj Hrvatskoj bilo je uobičajeno da se na Pepelnicu sve posuđe oriba pepelom, a u Dalmaciji se lanac s ognjišta (komoštre) ispirao u moru. Uz metenje i odnošenje smeća iz staja i dvorišta, uoči Uskrsa redovito su se vapnom bijelili vanjski i unutarnji zidovi kuća. U dnevnoj su prehrani u tom razdoblju bila posve izostavljena mesna jela i jaja, a umjesto mašću jelo se začinjalo maslinovim ili bučinim uljem kao i maslom. Prevladavajuća ozbiljnost i tuga izražavale su se odjećom tamnijih tonova (ponegdje i posve bijela kao drevna boja za žalost) i bez ukrasa. Nije se ni sviralo ni plesalo, nije bilo zabava, a odgađale su se i proslave sklapanja braka.— enciklopedija.hr |

Hrvati ramskog kraja na Čistu srijedu ispirali su u lukšiji mrsno posuđe te se u nekim obiteljima nemrsilo sve do Uskrsa. Bižežinjalo se (postilo) na Čistu srijedu i sve korizmene petke, često samo „o kruhu i vodi”. Mladići koji bi dolazili na sijelo morali bi ponijeti veliku cjepanicu i prebaciti je preko ograde nekoga koji nije imao drva za ogrjev. Jedino što se pjevalo u korizmi bio je Gospin plač. Petkom su se molile Isusove krunice, pobožnost križnog puta, a mnogi su krunicu molili na rabož tj. na tanku drvenu štapu s urezima za desetice. Fratri su djecu „učili nauk” (vjeronauk) i pripuštali ispovijedi samo one koji su pokazivali zadovoljavajuću razinu znanja; potonji su pri tome dobivali ceduljice koje su vraćali pri ispovijedi. U korizmi se nije ni ašikovalo ni pendžeralo. Odijevalo se jednostavno, a žene su do Uskrsa tkale i šarale ćurdije (košulje).
U šibenskoj Župi sv. Križa u Dolcu od 1483. godine svakog 27. ožujka obilježava se God križa kojim se časte relikvije Krvi Kristove prikupljenje za krvarenja dolačkog raspela 1483. i 1812. godine. U Pagu se, pak, svakog 4. svibnja (u pouskrsno vrijeme) u sklopu Proslave Svetoga Trna časte relikvije trna iz Trnove krune, od 1445. godine.

### Članci
- Jurilj, Zorica. 2018. Korizma i uskrs u Hercegovačkoj crkveno-pučkoj baštini. Ethnologica Dalmatica. Etnografski muzej Split. Zagreb. 25: 5–35

## Vanjske poveznice
| Portal:Kršćanstvo | Portal: Kršćanstvo |

### Sestrinski projekti
|  | Zajednički poslužitelj ima još gradiva o temi Korizma |
|  | Wikicitati imaju zbirke citata o temi Korizma         |

### Mrežna sjedišta
- www.catholicliturgy.com Crkveni dokumenti o liturgijskoj godini (engl.)
- Korizma Lectio Brevis
- 1001 ideja za pokoru SKAC Palma